# Symfonie nr. 9 (Atterberg)
Symfonie nr. 9 "Sinfonia Visionaria" in modo di rondo espansiva is een compositie van Kurt Atterberg, geschreven in 1955 en 1956.

## Ontstaan en opvoering
[Atterberg werkte aan zijn negende symfonie van 1 januari 1955 tot en met 6 juni 1956. Hij was dermate blij dat hij deze symfonie voltooid had, dat hij onder het manuscript de opmerking plaatste “En nu ga ik zwemmen” (Nu går jag och badar).
Atterberg had nog geen symfonie geschreven voor solisten, koor en orkest en wilde ook geen vergelijking met het (toen zeker) grote voorbeeld van een negende symfonie, die van Ludwig van Beethoven. Atterberg had last van de naweeën van de Tweede Wereldoorlog en de Koreaanse Oorlog. Hij wendde zich tot eeuwenoude teksten, de Poëtische Edda en met name de Völuspá. Hij hield de Zweedse vertaling aan van Peter August Gödecke, maar had ook alvast de Duitse vertaling van Fritz Tutenberg verwerkt.
Het werk kreeg haar eerste uitvoering op 26 februari 1957. Dat de symfonie het moeilijk zou krijgen, blijkt uit de plaats van de première en de uitvoerenden. De zaal was gelegen in Helsingfors, dus niet de grote muzieksteden. De solisten waren Maria Heidi en Kim Borg, Nils-Eric Fougstedt gaf leiding aan het koor en orkest van het Symfonieorkest van de Zweedse Radio. Het bleek geen succes. Na de eerste uitvoering kwam het pas weer op de lessenaar in 1962 in Dortmund (Duitse versie) en vervolgens in 1975 op de lessenaars in Göteborg. Daarna raakte het in vergetelheid. 
Het is niet bekend of Atterberg last had het 9e Symfonie-syndroom, maar de negende was zijn laatste symfonie. Tussen de voltooiing van Symfonie nr. 8 en nr. 9 zat een periode van 12 jaar.  

## Structuur
Het werk bestaat uit de volgende delen:
1. Begin
2. Heid hon hette (de bariton)
3. Jag jättarna minns (alt)
4. Hon såg vida (bariton)
5. Väl vet hin (bariton)
6. Med spjut sprängde Oden (bariton)
7. Vid heta källars (alt en bariton)
8. Jag ser längre fram (alt)
9. Mycket jag fattat (alt)
10. Hur är det med asar? (bariton)
11. Rym styr un östern (koor)
12. Nu stundar Friggas (koor)
13. Solen svartnar (bariton)

## Bezetting
Atterberg schreef het werk voor:
- mezzosopraan of alt, bariton
- gemengd koor: sopranen, alten, tenoren en baritons
- 2 dwarsfluiten (II ook piccolo), 2 hobo’s,  2 klarinetten (II ook basklarinet),  2 fagotten
- 4 hoorns, 3 trompetten, 2 trombones, 2 tuba
- pauken,  1 man/vrouw percussie, 1  harp, piano en/of orgel (laatste ad lib)
- violen, altviolen, celli, contrabassen

## Discografie
- Uitgave cpo: Satu Vihavainen (mezzosopraan), Gabriel Suovanen (bariton), koor en orkest van Sinfonieorchester des Norddeutschen Rundfunks onder leiding van Ari Rasilainen, een opname uit 2003